# John Peel
John Robert Parker Ravenscroft OBE (30 de agosto de 1939 - 25 de outubro de 2004), conhecido profissionalmente como John Peel, foi um disc jockey (DJ) e apresentador de rádio inglês. Ele foi o mais antigo dos DJs originais da BBC Radio 1, transmitindo regularmente de 1967 até sua morte em 2004.
Peel foi um dos primeiros locutores a tocar discos de rock psicodélico e rock progressivo nas rádios britânicas. Ele é amplamente reconhecido por promover artistas de vários gêneros, incluindo pop, dub reggae, punk rock e pós-punk, música eletrônica e dance music, indie rock, metal extremo e hip hop britânico. 

## Biografia
John Peel nasceu em Heswall na Península de Wirral, perto de Liverpool,  o mais velho dos três filhos de Robert Leslie Ravenscroft, um comerciante de algodão de sucesso,   e sua esposa Joan Mary ( nascida Swainson).  Ele cresceu na aldeia vizinha de Burton.  Ele foi educado como interno na Shrewsbury School,  onde um de seus contemporâneos era o futuro membro do Monty Python, Michael Palin.  Em sua autobiografia publicada postumamente, Peel disse que foi estuprado por um aluno mais velho enquanto estava em Shrewsbury. 
Peel era um ávido ouvinte de rádio e colecionador de discos desde tenra idade, começando com música oferecida pela American Forces Network e Radio Luxembourg.  Ele relembrou um desejo inicial de apresentar um programa de rádio próprio "para poder tocar a música que ouvia e queria que os outros ouvissem".  Seu chefe de casa, RHJ Brooke, a quem Peel descreveu como "extraordinariamente excêntrico" e "incrivelmente perspicaz", escreveu em um de seus relatórios escolares: "Talvez seja possível que John possa formar algum tipo de carreira de pesadelo com seu entusiasmo por discos inaudíveis e seu prazer em escrever ensaios longos e jocosos." 
Peel completou seu serviço militar em 1959 na Artilharia Real como operador de radar B2.  Posteriormente, Peel trabalhou como operário em Townhead Mill em Rochdale  e voltava todo fim de semana para Heswall em uma scooter emprestada de sua irmã. Enquanto estava em Rochdale durante a semana, ele se hospedou em uma pousada na área de Milkstone Road e Drake Street, e desenvolveu associações de longo prazo com a cidade com o passar dos anos.

## Carreira

### Estados Unidos
Em 1960, aos 21 anos, Peel foi para os Estados Unidos trabalhar para um produtor de algodão que tinha negócios com seu pai.  Ele teve uma série de outros empregos depois, incluindo trabalhar como vendedor de seguros de viagem. Enquanto estava em Dallas, Texas, onde estava sediada a seguradora para a qual trabalhava, ele conversou com o candidato presidencial John F. Kennedy, e seu companheiro de chapa Lyndon B. Johnson, que estavam em turnê pela cidade durante a campanha eleitoral de 1960, e tirou fotos. deles.  Após o assassinato de Kennedy em novembro de 1963, Peel se fez passar por repórter do Liverpool Echo para comparecer à acusação de Lee Harvey Oswald. Ele e um amigo podem ser vistos na filmagem da coletiva de imprensa à meia-noite de 22/23 de novembro no Departamento de Polícia de Dallas, quando Oswald desfilou perante a mídia.  Mais tarde, ele telefonou na história para o Echo. 
Enquanto trabalhava para a companhia de seguros, Peel escreveu programas para entrada de cartão perfurado para um computador IBM 1410 (o que levou a sua entrada no Who's Who notando-o como um ex-programador), e ele conseguiu seu primeiro emprego de rádio trabalhando não remunerado para WRR (AM) em Dalas. Lá, ele apresentou a segunda hora do programa Kat's Karavan de segunda à noite, apresentado principalmente pelo cantor americano e personalidade do rádio Jim Lowe. Em seguida, e quando a Beatlemania atingiu os Estados Unidos, Peel foi contratado pela estação de rádio KLIF de Dallas como correspondente oficial dos Beatles devido à sua conexão com Liverpool. Mais tarde, ele trabalhou para a KOMA em Oklahoma City, Oklahoma, até 1965, quando se mudou para a KMEN em San Bernardino, Califórnia, e usou seu nome de nascimento, John Ravenscroft, para apresentar o programa de café da manhã. 

### Retorno à Grã-Bretanha
Peel voltou ao Reino Unido no início de 1967 e encontrou trabalho na estação de rádio pirata offshore Radio London.  Foi-lhe oferecido o turno da meia-noite para as duas, que gradualmente se transformou em um programa, The Perfumed Garden. Alguns pensaram que recebeu o nome de um livro erótico famoso na época, embora Peel afirmasse nunca tê-lo lido. Enquanto estava em "Big L", ele adotou o nome John Peel (um nome sugerido por um secretário da Radio London) e se estabeleceu como uma voz de rádio distinta. 
O show de Peel foi uma saída para a música da cena underground do Reino Unido. Ele tocou blues, folk e rock psicodélico, com ênfase na nova música emergente de Los Angeles e San Francisco. Tão importante quanto o conteúdo musical do programa foi o tom pessoal – às vezes confessional – da apresentação de Peel e a participação do ouvinte que ela gerou. Eventos underground aos quais ele compareceu durante seus períodos de licença em terra, como o UFO Club e o 14 Hour Technicolor Dream, junto com causas célebres como as "apreensões" de drogas dos Rolling Stones e John "Hoppy" Hopkins, foram discutidos entre os registros. Tudo isso estava muito distante do formato diurno da Radio London. Os ouvintes enviaram cartas, poemas e discos a Peel de suas próprias coleções, para que o programa se tornasse um veículo de comunicação bidirecional; na última semana da Radio London, ele recebia muito mais correspondência do que qualquer outro DJ da estação. 
Após o fechamento da Radio London em 1967, Peel escreveu uma coluna, The Perfumed Garden, para o jornal underground International Times (do outono de 1967 a meados de 1969), na qual se mostrou um defensor comprometido, embora crítico, de os ideais do subterrâneo. Um grupo de ouvintes atentos criou uma mailing list do Jardim Perfumado, que facilitou os contactos e deu origem a inúmeros projectos artísticos locais de pequena escala típicos da época, entre os quais a revista de poesia Sol.

### BBC

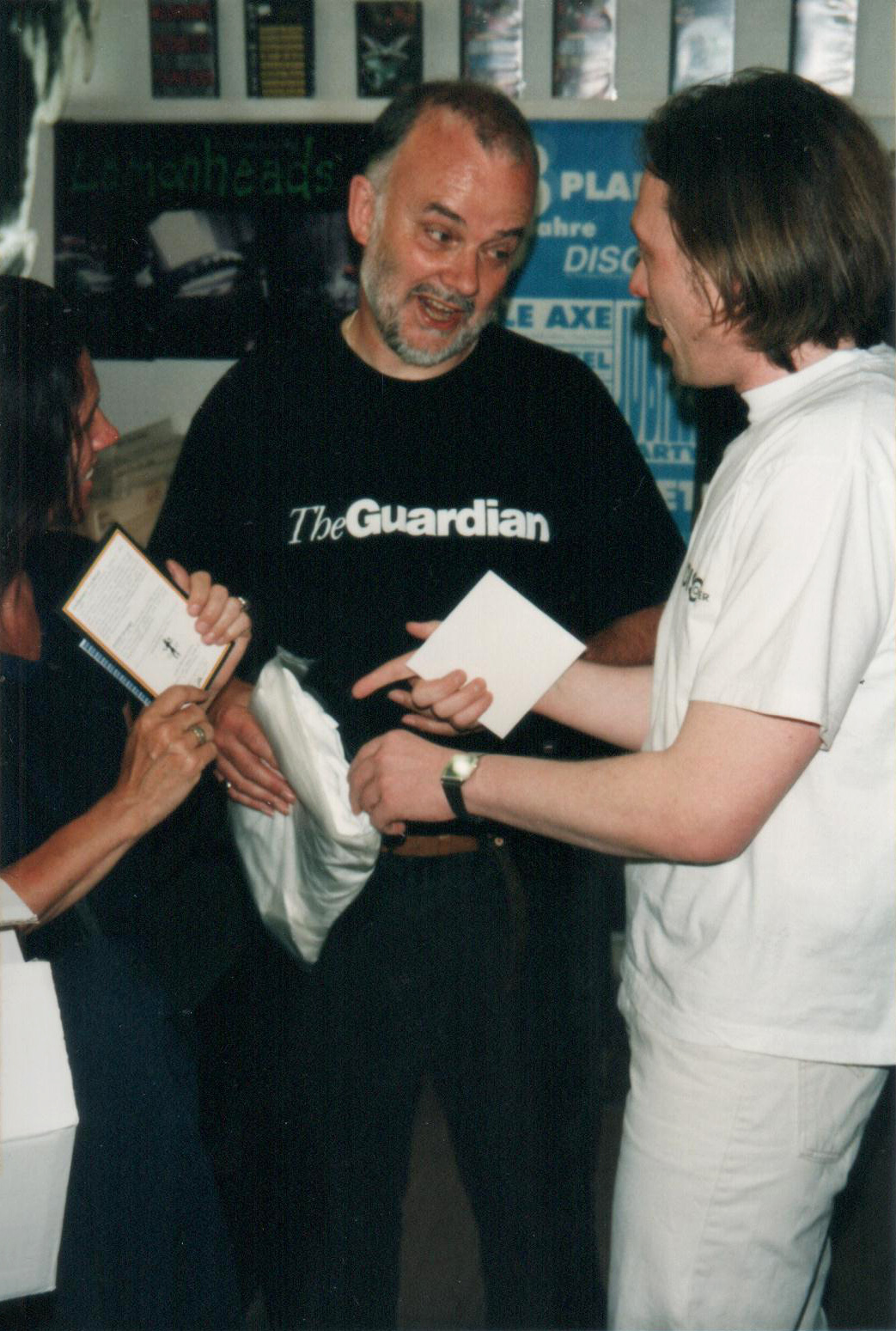
Peel em uma loja de discos em Bochum, Alemanha

Quando a Radio London fechou em 14 de agosto de 1967, Peel ingressou na nova estação de música da BBC, a BBC Radio 1, que começou a transmitir em 30 de setembro de 1967. Ao contrário de Big L, a Radio 1 não era uma estação em tempo integral, mas um híbrido de música gravada e orquestras de estúdio ao vivo. Peel disse que sentiu que foi contratado porque a BBC "não tinha ideia real do que estava fazendo, então teve que tirar as pessoas dos navios piratas porque não havia mais ninguém". Peel apresentou um programa chamado Top Gear; a princípio, ele foi obrigado a dividir as funções de apresentação com outros DJs (Pete Drummond e Tommy Vance estavam entre seus co-apresentadores), mas em fevereiro de 1968 ele foi encarregado exclusivamente do Top Gear. Ele apresentou o show até que terminou em 1975. Peel tocou uma mistura eclética da música que chamou sua atenção, o que ele continuaria a fazer ao longo de sua carreira. 
Em 1969, depois de apresentar um trailer de um programa da BBC em VD em seu programa Night Ride, Peel recebeu atenção significativa da mídia porque divulgou no ar que havia sofrido de uma doença sexualmente transmissível no início daquele ano. Essa admissão foi usada posteriormente na tentativa de desacreditá-lo quando ele apareceu como testemunha de defesa no julgamento de obscenidade de Oz em 1971. 
O programa Night Ride, anunciado pela BBC como uma exploração de palavras e música, parecia começar de onde The Perfumed Garden havia parado. Apresentava rock, folk, blues, música clássica e eletrônica. Uma característica única do programa foi a inclusão de faixas, principalmente de música exótica não ocidental, extraídas do BBC Sound Archive; os mais populares deles foram reunidos em um LP da BBC Records, John Peel's Archive Things (1970). Night Ride também apresentou leituras de poesia e inúmeras entrevistas com uma ampla gama de convidados, incluindo seus amigos Marc Bolan, o jornalista e músico Mick Farren, o poeta Pete Roche e a cantora e compositora Bridget St John e estrelas como The Byrds, The Rolling Stones, John Lennon e Yoko Ono. O programa capturou muito da atividade criativa da cena underground. Sua postura anti-establishment e imprevisibilidade não encontraram aprovação na hierarquia da BBC e terminou em setembro de 1969 após 18 meses. Em suas notas de capa para o LP Archive Things, Peel chama a natureza de forma livre de Night Ride de seu formato de rádio preferido. Seus shows subsequentes apresentavam uma mistura de discos e sessões ao vivo, formato que caracterizaria seus programas da Radio 1 pelo resto de sua carreira.

### Era punk
O entusiasmo de Peel pela música fora do mainstream ocasionalmente o colocava em conflito com a hierarquia da Radio 1. Em uma ocasião, o então controlador da estação Derek Chinnery contatou John Walters e pediu-lhe que confirmasse que o show não estava tocando nenhum punk, sobre o qual ele (Chinnery) havia lido na imprensa e que desaprovava. Chinnery ficou evidentemente um tanto surpreso com a resposta de Walters de que nas últimas semanas eles haviam jogado pouco mais. 
Em uma entrevista de 1990, Peel relembrou sua descoberta em 1976 do primeiro álbum da banda punk de Nova York, os Ramones, como um evento seminal:

Naquela época quase todas as novas bandas comprised de [sic] pessoas que já haviam estado em bandas de sucesso que se separaram e depois se reformaram... Bem, eu toquei o primeiro LP dos Ramones – era idêntico à primeira vez que ouvi Little Richard – a intensidade era assustadora ! Então eu toquei cinco ou seis faixas no show seguinte e imediatamente recebi cartas de pessoas exigindo que eu nunca mais tocasse coisas assim. Sempre que isso acontece eu sempre vou na direção oposta, então joguei mais e foi ótimo! Foi um caso clássico de mudança de curso no meio do caminho e em um mês a idade média do público caiu 10 anos e toda a classe social mudou – o que me deixou muito satisfeito.
Em 1979, Peel afirmou: "Eles deixam você seguir em frente. Eu recebo dinheiro da BBC para não sair e trabalhar para uma estação de rádio comercial. . . Eu não gostaria de ir a um de qualquer maneira, porque eles não me deixariam fazer o que a BBC me deixou fazer." 

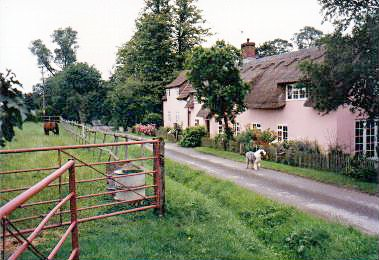
Peel Acres em Great Finborough, Suffolk

A reputação de Peel como um DJ importante que trouxe artistas não assinados para o mainstream era tal que jovens aspirantes lhe enviaram um grande número de discos, CDs e fitas. Quando ele voltou para casa de um feriado de três semanas no final de 1986, havia 173 LPs, 91 12"se 179 7"s esperando por ele. Em 1983, Alan Melina e Jeff Chegwin, os editores musicais do então artista não contratado Billy Bragg, dirigiram até os estúdios da Radio 1 com um biryani de cogumelo e uma cópia de seu disco depois de ouvir Peel mencionar que estava com fome; o airplay subsequente lançou a carreira de Billy Bragg. 

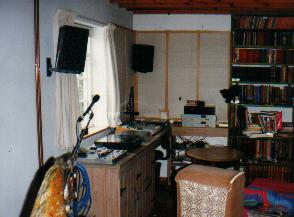
Estúdio em Peel Acres

Além de seu programa na Radio 1, Peel transmitiu como disc jockey no BBC World Service, no British Forces Broadcasting Service (John Peel's Music on BFBS) por 30 anos, VPRO Radio3 na Holanda, YLE Radio Mafia na Finlândia, Ö3 na Áustria (Nachtexpress), e na Radio 4U, Radio Eins (Peel . . . ), Radio Bremen (Ritz) e algumas estações de rádio independentes ao redor da FSK Hamburg na Alemanha. Como resultado de seu programa BFBS, ele foi eleito, na Alemanha, o "Top DJ da Europa". 
Peel foi um apresentador ocasional do Top of the Pops na BBC1 do final dos anos 1960 até os anos 1990 e, em particular, de 1982 a 1987, quando apareceu regularmente. Em 1971, ele apareceu não como apresentador, mas como intérprete, ao lado de Rod Stewart and The Faces, fingindo tocar bandolim em "Maggie May".  Ele costumava apresentar a cobertura televisiva da BBC de eventos musicais, principalmente o Festival de Glastonbury.

### Anos posteriores
Entre 1995 e 1997, Peel apresentou Offspring, um programa sobre crianças, na BBC Radio 4. Em 1998, Offspring cresceu e se tornou um documentário em estilo de revista Home Truths. Quando assumiu o cargo de apresentador do programa, que tratava do cotidiano das famílias britânicas, Peel solicitou que fosse livre de celebridades, pois achava as histórias da vida real mais divertidas. Home Truths foi descrito pelo apresentador substituto ocasional John Walters como sendo "sobre pessoas que tinham geladeiras chamadas Renfrewshire".  Peel também fez contribuições regulares para o olhar humorístico da BBC Two sobre as irritações da vida moderna Grumpy Old Men. Suas únicas aparições como ator no cinema ou na televisão foram em Smashie and Nicey: The End of an Era, de Harry Enfield, como John Past Bedtime, e em 1999 como um "velho mal-humorado que cataloga discos" no filme Five Seconds to Sobressalente .  No entanto, ele forneceu narração para outros. 
Ele apareceu como uma celebridade convidada em vários programas de TV, incluindo This Is Your Life (1996, BBC),  Travels With My Camera (1996, Channel 4) e Going Home (2002, ITV), e apresentou Classic Trains do Channel 4 de 1997.  Ele também era procurado como dublador de documentários de televisão, como A Life of Grime, da BBC One.
Em abril de 2003, a editora Transworld conseguiu cortejar Peel com um pacote no valor de £1,5 milhão para sua autobiografia, tendo colocado um anúncio em um jornal nacional voltado apenas para Peel.  Inacabado no momento de sua morte, foi concluído por Sheila e pelo jornalista Ryan Gilbey. Foi publicado em outubro de 2005 sob o título Margrave of the Marshes. Uma coleção de diversos escritos de Peel, The Olivetti Chronicles, foi publicada em 2008. 

## Vida pessoal

### Casamentos
Enquanto residia em Dallas, Texas, em 1965, aos 25 anos, Peel casou-se com Shirley Anne Milburn, aos 15 anos  O casamento nunca foi feliz, com relatos de que Milburn costumava ser violenta com Peel. Embora ela tenha acompanhado Peel de volta à Grã-Bretanha em 1967, eles logo se separaram. O divórcio tornou-se definitivo em 1973. Mais tarde, Milburn tirou a própria vida. 
Após a separação de sua primeira esposa, a vida pessoal de Peel começou a se estabilizar, pois ele encontrou amizade e apoio do novo produtor do Top Gear, John Walters, e de sua namorada Sheila Gilhooly, a quem ele identificou no ar como "a Porca". Peel se casou com Gilhooly em 31 de agosto de 1974. A recepção foi no Regent's Park de Londres, com Walters como padrinho. Peel vestiu as cores do time do Liverpool e caminhou até o altar ao som da música "You'll Never Walk Alone". O cão pastor deles, Woggle, serviu como dama de honra. O cantor de rock Rod Stewart e o membro do Monty Python, Graham Chapman, compareceram. 
Na década de 1970, Peel e Sheila mudaram-se para uma casa de palha na aldeia de Great Finborough perto de Stowmarket em Suffolk, apelidada de Peel Acres. Anos depois, Peel transmitiu muitos de seus programas de um estúdio em casa, com Sheila e seus filhos frequentemente envolvidos ou pelo menos mencionados. A paixão de Peel pelo Liverpool FC se refletiu nos nomes de seus filhos: William Robert Anfield, Alexandra Mary Anfield, Thomas James Dalglish e Florence Victoria Shankly.

### Saúde
Aos 62 anos, foi diagnosticado com diabetes. 

### Alegações de abuso sexual
Peel foi acusado de abuso sexual. Seu primeiro casamento com Milburn em 1965 foi citado como um exemplo de má conduta devido à idade dela de 15 anos quando eles se casaram (Peel tinha 25), mas no Texas isso era legal na época.  
Ao The Guardian em 1975, Peel disse sobre as mulheres jovens: "Tudo o que elas queriam que eu fizesse era abusar delas sexualmente, o que, é claro, fiquei muito feliz em fazer".  Em entrevista ao The Sunday Correspondent em 1989, Peel afirmou: "As meninas costumavam fazer fila do lado de fora. Em geral, geralmente não para transar. Sexo oral eles gostavam particularmente, eu me lembro [...] Uma das minhas, e, clientes regulares, por assim dizer, tinha 13 anos, embora ela parecesse mais velha."   Peel brincou que "não pediu identidade".   Uma entrevista originalmente publicada no The Herald em abril de 2004 afirmou que Peel admitiu ter feito contato sexual com "uma quantidade enorme" de meninas menores de idade. Ele afirmou que, no início dos anos 1960, as únicas mulheres disponíveis estavam no ensino médio. 
Em 2012, uma mulher afirmou que teve um caso de três meses com Peel em 1969, quando ela tinha 15 anos; Peel tinha 30.    Ela disse que eles fizeram sexo desprotegido; isso foi logo depois que Peel discutiu sobre contrair uma doença sexualmente transmissível.  O relacionamento resultou em um aborto "traumático".   Ela afirmou que, "olhando para trás, foi terrivelmente errado e talvez eu tenha sido manipulada". 

## Morte
Peel morreu repentinamente aos 65 anos de um ataque cardíaco em 25 de outubro de 2004, durante um feriado de trabalho na cidade de Cusco, no Peru. Logo após o anúncio de sua morte, começaram a chegar homenagens de fãs e simpatizantes tanto na vida pública quanto na privada. Em 26 de outubro de 2004, a BBC Radio 1 cancelou sua programação para transmitir um dia de homenagens. Os painéis do Evening Standard de Londres naquela tarde diziam "o dia em que a música morreu", citando o hit "American Pie" de Don McLean.
Peel costumava falar ironicamente de sua eventual morte. Certa vez, ele disse na minissérie do Channel 4 Sounds of the Suburbs, "Sempre imaginei que morreria batendo na traseira de um caminhão enquanto tentava ler o nome em uma fita cassete e as pessoas diziam: 'Ele teria querido para ir por esse caminho.' Bem, eu quero que eles saibam que eu não o faria." 
A certa altura, ele disse que se morresse antes de seu produtor John Walters, ele queria que este interpretasse "When an Old Cricketer Leaves the Crease" de Roy Harper.  Com a morte de Walters em 2001, coube a Andy Kershaw encerrar seu programa de homenagem a Peel na BBC Radio 3 com a música. O substituto de Peel em seu slot na Radio 1, Rob da Bank, também tocou a música no início do show final antes de seu funeral. Em outra ocasião, Peel disse que gostaria de ser lembrado com uma música gospel. Ele afirmou que o disco final que tocaria seria o sermão do Rev CL Franklin "Dry Bones in The Valley".
Em seu programa de rádio da BBC Home Truths, Peel uma vez comentou sobre sua própria morte: 

Eu definitivamente quero ser enterrado, embora ainda não. Farei 61 anos na quarta-feira - apenas um dia de trabalho para mim, infelizmente - então, na verdade, eu deveria ter uma ou duas milhas restantes em mim, mas quero que as crianças possam ficar solenemente ao lado do meu túmulo e pensar adorável pensamentos do tipo 'Saia dessa, seu porco', o que eles não serão capazes de fazer se eu for cremado.

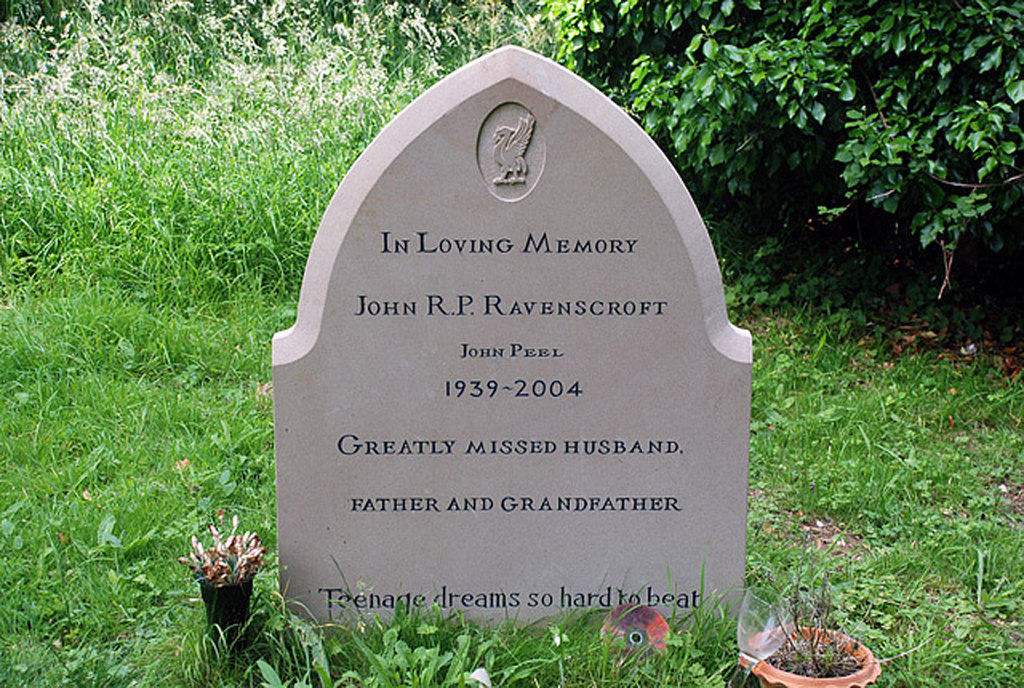
Túmulo de John Peel

O funeral de Peel, em 12 de novembro de 2004, em Bury St Edmunds, Suffolk, contou com a presença de mais de mil pessoas, incluindo muitos dos artistas que ele havia defendido. Os elogios foram lidos por seu irmão Alan Ravenscroft e DJ Paul Gambaccini. O serviço terminou com clipes dele falando sobre sua vida. Seu caixão foi carregado com o acompanhamento de sua música favorita de The Undertones "Teenage Kicks".  Peel havia escrito que, além de seu nome, tudo o que ele queria em sua lápide eram as palavras "Sonhos adolescentes, tão difíceis de vencer", da letra de "Teenage Kicks".  Uma lápide com a letra e o Liver Bird de seu time de futebol favorito, o Liverpool FC, foi colocada em seu túmulo em 2008.  Peel foi enterrado no cemitério da Igreja de St Andrew em Great Finborough, Suffolk.

## Vida na música

### Peel Sessions
As sessões de John Peel eram uma característica de seus programas da BBC Radio 1, que geralmente consistiam em quatro peças musicais pré-gravadas nos estúdios da BBC. As sessões surgiram originalmente devido a restrições impostas à BBC pelo Musicians' Union e Phonographic Performance Limited, que representavam as gravadoras dominadas pelo cartel EMI. Por causa dessas restrições, a BBC foi forçada a contratar bandas e orquestras para produzir versões cover de músicas gravadas. A teoria por trás desse dispositivo era que ele criaria empregos e forçaria as pessoas a comprar discos e não ouvi-los gratuitamente no ar. Uma das razões pelas quais as estações de transmissão offshore da década de 1960 eram chamadas de "piratas" era porque operavam fora das leis britânicas e não estavam sujeitas à restrição de tempo de agulha no número de discos que podiam tocar no ar.
A BBC empregou suas próprias bandas e orquestras domésticas e também contratou bandas externas para gravar faixas exclusivas para seus programas nos estúdios da BBC. Esta foi a razão pela qual Peel foi capaz de usar "homens de sessão" em seus próprios programas. As sessões geralmente eram quatro faixas gravadas e mixadas em um único dia; como tal, eles geralmente tinham uma sensação de demo, algo entre uma performance ao vivo e uma gravação finalizada. Durante os 37 anos que Peel permaneceu na BBC Radio 1, mais de 4.000 sessões foram gravadas por mais de 2.000 artistas.  Muitos Peel Sessions clássicos foram lançados em disco, particularmente pelo selo Strange Fruit. Em maio de 2020, foi publicado um catálogo em ordem alfabética de centenas de Peel Sessions clássicas que outras pessoas haviam carregado anteriormente no YouTube. 

### Festive Fifty
The Festive Fifty - uma contagem regressiva das melhores faixas do ano votadas pelos ouvintes - era uma tradição anual do programa Radio 1 de Peel. Apesar de sua lista de reprodução eclética, ela tendia a ser composta em grande parte por "meninos brancos com guitarras", como Peel reclamou em 1988. Em 1991, a transmissão da parada foi cancelada por falta de votos, embora muitos tenham especulado que foi porque nenhuma inscrição veio dos atos de dança que Peel vinha defendendo naquele ano. Encabeçado por "Smells Like Teen Spirit" do Nirvana, este Phantom Fifty acabou sendo transmitido na taxa de uma faixa por programa em 1993.  A parada de 1997 foi inicialmente cancelada devido à falta de tempo no ar que Peel havia sido alocado para o período, mas votos "espontâneos" suficientes foram recebidos por telefone para que um Festive Thirty-One fosse compilado e transmitido. 
Peel escreveu que "The Festive 50 remonta ao que foi, sem dúvida, uma manhã fresca de setembro no início dos anos setenta, quando John Walters e eu estávamos refletindo sobre a vida em seu escritório exclusivamente esquálido. A nosso modo engraçadinho, resolvemos zombar do entusiasmo da gestão da Rádio 1 da época por programas com títulos aliterativos. Sentimos que o conteúdo era menos importante do que uma cobrança rápida do Radio Times. No decorrer de nosso encontro histórico, tivemos, imagino, alguns bons motivos para descartar a ideia de um Festive 40 e optar por um Festive 50, uma decisão que arruinaria meus dezembros nos próximos anos, condenando-me a noite após noite. noite em casa com um livro-razão, quando eu poderia ter saído e me divertido, divertido, divertido." 
Após sua morte, o Festive Fifty foi continuado na Radio 1 por Rob da Bank, Huw Stephens e Ras Kwame por dois anos, mas depois dado à estação de rádio da Internet inspirada em Peel, Dandelion Radio, e continua a ser compilado.

### Dandelion Records e Strange Fruit
Em 1969, Peel fundou a Dandelion Records (em homenagem a seu hamster de estimação) para que pudesse lançar o álbum de estreia de Bridget St John, que ele também produziu. A gravadora lançou 27 álbuns de 18 artistas diferentes antes de fechar em 1972. De seus álbuns, There is Some Fun Going Forward foi um sampler destinado a apresentar seus atos a um público amplo, mas Dandelion nunca foi um grande sucesso, com apenas dois lançamentos alcançando sucesso nacional: Medicine Head no Reino Unido com "(And the) Pictures in the Sky" e Beau no Líbano com "1917 Revolution". Tendo tido uma afinidade com a área de Manchester por trabalhar em uma fábrica de algodão em Rochdale em 1959, Peel assinou com as bandas de Manchester Stack Waddy e Tractor to Dandelion e sempre apoiou ambas as bandas ao longo de sua vida. Alega-se que Peel viu um carimbo postal de Rochdale no envelope contendo a fita enviada a ele por Tractor, então chamada de "The Way We Live". 
Como disse Peel:

Nunca foi um sucesso financeiro. Na verdade, perdemos dinheiro, se bem me lembro, em cada barra de lançamento. Eu gostei bastante, mas foi terrivelmente indulgente. Não tão indulgente quanto teria sido se eu não tivesse um parceiro de negócios, admito . . . Eu gostava de ter um rótulo. Isso permitia que você lançasse coisas de que gostava sem, naquela época, ter que se preocupar se iria funcionar comercialmente. Nunca fui um bom homem de negócios.
Peel apareceu em um lançamento do Dandelion: o álbum de David Bedford Nurses Song with Elephants, gravado no Marquee Studios, como parte de um grupo tocando vinte e sete twirlers de cachimbo de plástico na faixa "Some Bright Stars for Queen's College".
Na década de 1980, Peel montou a Strange Fruit Records com Clive Selwood para lançar material gravado pela BBC para Peel Sessions.

### Produção (álbuns)
- 1969: Mike Hart Bleeds – Mike Hart
- 1969: The Year of the Great Leap Sideways – Occasional Word Ensemble
- 1969: Soundtrack – Principal Edwards Magic Theatre
- 1970: New Bottles Old Medicine – Medicine Head
- 1970: Burnin' Red Ivanhoe – Burnin' Red Ivanhoe (co-produzido com Tony Reeves)
- 1970: The Asmoto Running Band – Principal Edwards Magic Theatre
- 1972: Bugger Off! – Stack Waddy

John Peel às vezes é confundido com o produtor musical mais prolífico Jonathan Peel, que era um produtor musical interno da EMI antes de se tornar freelancer em 1970. 

### Música favorita
John Peel escreveu em sua autobiografia, Margrave of the Marshes, que a banda da qual ele possuía mais discos era The Fall. Regulares no Festive 50, e facilmente reconhecidos pela entrega distinta do vocalista Mark E. Smith, The Fall tornou-se sinônimo do programa da Radio 1 de Peel durante as décadas de 1980 e 1990. Peel manteve contato com muitos dos artistas que defendeu, mas só conheceu Smith em duas ocasiões aparentemente estranhas.
The Misunderstood é a única banda que Peel administrou pessoalmente - ele conheceu a banda em Riverside, Califórnia, em 1966, e os convenceu a se mudar para Londres. Ele defendeu sua música ao longo de sua carreira; em 1968, ele descreveu seu single de 1966 "I Can Take You to the Sun" como "o melhor disco popular já gravado".  e pouco antes de sua morte, ele declarou: "Se eu tivesse que listar as dez maiores performances que já vi em minha vida, uma seria The Misunderstood at Pandora's Box, Hollywood, 1966. . . Meu Deus, eles eram uma ótima banda!" 
Seu single favorito é amplamente conhecido por ter sido "Teenage Kicks" do The Undertones; em uma entrevista em 2001, ele afirmou: "Não há nada que você possa adicionar ou subtrair que o melhore."  Na mesma entrevista de 2001, ele também listou "No More Ghettos in America" de Stanley Winston, "There Must Be Thousand" de The Quads e "Lonely Saturday Night" de Don French como estando entre seus favoritos de todos os tempos. Ele também descreveu Lianne Hall como uma das grandes vozes inglesas.
Em 1997, o The Guardian pediu a Peel para listar seus 20 melhores álbuns. Ele listou Trout Mask Replica de Captain Beefheart como número 1, tendo a descrito anteriormente como "uma obra de arte". O top 20 também incluiu LPs de The Velvet Underground, The Ramones, Pulp, Misty in Roots, Nirvana, Neil Young, Pink Floyd, The Four Brothers, Dave Clarke, Richard e Linda Thompson e The Rolling Stones. 
Uma lista mais longa de seus singles favoritos foi revelada em 2005, quando o conteúdo de uma caixa de madeira na qual ele guardava os discos que mais significavam para ele foi tornado público.  A caixa foi tema de um documentário de televisão, John Peel's Record Box. Dos 130 singles de vinil na caixa, 11 deles eram do The White Stripes, mais do que qualquer outra banda na caixa. 
Em 1999, Peel apresentou um segmento noturno em seu programa intitulado Peelennium, no qual tocou quatro gravações de cada ano do século XX.

### Prêmios e títulos honoríficos
Peel foi 11 vezes DJ do ano da Melody Maker, Emissora do Ano da Sony em 1993, vencedor do Godlike Genius Award da NME em 1994, vencedor do Sony Gold Award em 2002 e é membro do Radio Academy Hall de fama. Nos prêmios NME em 2005, ele foi o Herói do Ano e recebeu postumamente um prêmio especial por "Lifelong Service To Music". No mesmo evento, o "Prêmio John Peel de Inovação Musical" foi concedido a banda The Others.
Ele foi premiado com muitos títulos honorários, incluindo um mestrado da Universidade de East Anglia, doutorado (Anglia Polytechnic University e Sheffield Hallam University), vários títulos (Universidade de Liverpool, Open University, Universidade de Portsmouth, Universidade de Bradford) e uma bolsa de estudos de Liverpool John Moores University.
Ele foi nomeado OBE em 1998, por seus serviços à música britânica. Em 2002, a BBC realizou uma votação para descobrir os 100 maiores britânicos de todos os tempos, na qual Peel foi eleito o 43º. 

### Programas
| Nome                                                          | Estação de rádio         | Primeiro ep.           | Último ep.             | Frequência   | Observações       |
| ------------------------------------------------------------- | ------------------------ | ---------------------- | ---------------------- | ------------ | ----------------- |
| Kat's Karavan                                                 | WRR, Dallas              | 1961                   | ?                      | Semanalmente | Não pago          |
| ?                                                             | KLIF                     | ?                      | ?                      |              |                   |
| ?                                                             | KOMA, Oklahoma City      | ?                      | ?                      |              |                   |
| ?                                                             | KLMA, Oklahoma City      | ?                      | ?                      |              |                   |
| ?                                                             | KMEN, San Bernardino     | 1966                   | 1967                   |              |                   |
| The Perfumed Garden                                           | Wonderful Radio London   | 8 de março de 1967     | 14 de agosto de 1967   |              |                   |
| Top Gear                                                      | BBC Radio 1              | 1967                   | 1975                   |              |                   |
| Nightride                                                     | BBC Radio 1              | 6 de março de 1968     | 1969                   |              |                   |
| John Peel                                                     | BBC Radio 1              | 1975                   | 2004                   |              |                   |
| Rock Today                                                    | BFBS Radio 1             | Abril de 1977          | Dezembro de 1979       | Semanalmente |                   |
| John Peel's Music on BFBS                                     | BFBS Radio 1             | Janeiro de 1980        | ?                      | Semanalmente |                   |
| ?                                                             | DT64                     | ?                      | ?                      |              |                   |
| The John Peel Show: essentiële popmuziek zonder ondertiteling | VPRO Radio3              | 26 de setembro de 1984 | 24 de setembro de 1986 | Semanalmente | Toda quarta-feira |
| ?                                                             | Hansawelle               | ?                      | ?                      |              |                   |
| John Peel                                                     | Radio Mafia, Helsinki    | 1990                   | 2003                   |              |                   |
| John Peel Show                                                | Rockradio, Finlândia     | 1987                   | 1990                   |              |                   |
| ?                                                             | YleX, Finlândia          | ?                      | ?                      |              |                   |
| ?                                                             | Radio Bremen 2           | 1985                   | ?                      |              |                   |
| ?                                                             | Radio Bremen Vier        | 1987                   | ?                      |              |                   |
| ?                                                             | BBC Radio Cambridgeshire | 1988                   | 1990                   | Semanalmente |                   |
| Nachtexpress                                                  | Hitradio Ö3              | 1989                   | 1994                   | Mensalmente  |                   |
| Offspring                                                     | BBC Radio 4              | 1995                   | 1997                   |              |                   |
| Peel                                                          | Radio Eins, Berlin       | Setembro de 1997       | 18 de dezembro de 2003 | Semanalmente |                   |
| Home Truths                                                   | BBC Radio 4              | 1998                   | 16 de outubro de 2004  |              |                   |

## Legado
Desde sua morte, várias partes reconheceram a influência de Peel. Um palco para novas bandas no Festival de Glastonbury, anteriormente conhecido como "The New Bands Tent" foi renomeado para "The John Peel Stage" em 2005, embora tenha sido renomeado novamente como "Woodsies" em 2023.  
Em 2008, a Merseytravel anunciou que daria o nome dele a um trem. 
O John Peel Center for Creative Arts abriu em Stowmarket no início de 2013. O principal objetivo do centro é servir como um local ao vivo para música e performance e como um ponto de encontro da comunidade.  
O álbum de compilação ao vivo de Mogwai de 2005, Government Commissions: BBC Sessions 1996–2003, foi dedicado a Peel, pois algumas das faixas foram tocadas durante as Peel Sessions. A voz de Peel anuncia "Senhoras e senhores, Mogwai!" no início de "Hunted by a Freak", a abertura do álbum. 
Em 8 de outubro de 2005, a locomotiva Cotswold Rail 47813 foi nomeada John Peel pela viúva de Peel, Shelia, na estação Bury St Edmunds. 
Em 13 de outubro de 2005, o primeiro "John Peel Day" foi realizado para marcar o aniversário de seu último show. A BBC encorajou o maior número possível de bandas a fazer shows no dia 13, e mais de 500 shows aconteceram no Reino Unido e em lugares tão distantes quanto o Canadá e a Nova Zelândia, de bandas que vão desde os favoritos de Peel, New Order e The Fall, até muitos novos e bandas não assinadas. Um segundo dia de John Peel foi realizado em 12 de outubro de 2006 e um terceiro em 11 de outubro de 2007. A BBC planejou originalmente realizar um John Peel Day anualmente, mas a Radio 1 não realizou nenhuma comemoração oficial do evento desde 2007, embora ainda ocorressem shows em todo o país para marcar o aniversário por vários anos depois.  
No anual Gilles Peterson's Worldwide Awards, o "Prêmio John Peel Play More Jazz" foi nomeado em sua homenagem. 
Na cidade natal de Peel, Heswall, um pub foi inaugurado em sua homenagem em 2007. Chamado The Ravenscroft, o pub foi convertido do antigo Heswall Telephone Exchange , mas desde então foi renomeado. 
Em 2012, Peel estava entre os ícones culturais britânicos selecionados pelo artista Sir Peter Blake para aparecer em uma nova versão de sua obra de arte mais famosa, a capa do álbum Sgt. Pepper's Lonely Hearts Club Band dos Beatles. 
Vários álbuns de compilação relacionados a Peel foram lançados desde sua morte, incluindo John Peel e Sheila: The Pig's Big 78s: A Beginner's Guide, um projeto que Peel iniciou com sua esposa que ficou inacabado quando ele morreu, e Kats Karavan: The History of John Peel on the Radio (2009), uma caixa de 4 CDs. O crítico de rock Peter Paphides disse em uma crítica do box set que "[alguns] artistas permanecem para sempre associados a ele", incluindo ...And the Native Hipsters com "There Goes Concorde Again", e Ivor Cutler com "Jam".  Uma comunidade online considerável também surgiu dedicada a compartilhar gravações de seus programas de rádio. 
Em maio de 2012, uma campanha foi iniciada para transformar o Bradford Odeon, ameaçado de demolição, no John Peel Creative Arts Center no norte,  embora isso não tenha tido sucesso. 

### Blue Plaques
Em 2009, Blue plaques com o nome de Peel foram colocadas em dois antigos estúdios de gravação em Rochdale - um no local do Tractor Sound Studios em Heywood, o outro no local do Kenion Street Music Building - para reconhecer a contribuição de Peel para a indústria musical local. 
Em junho de 2017, a viúva de Peel, Sheila, inaugurou uma Blue plaque em sua homenagem em Great Finborough. 